# Chromonephthea egmondi
Chromonephthea egmondi är en korallart som beskrevs av van Ofwegen 2005. Chromonephthea egmondi ingår i släktet Chromonephthea och familjen Nephtheidae. Inga underarter finns listade i Catalogue of Life.